# Харківське дербі
Харківське дербі (або дербі «Металістів») — суперництво двох харківських футбольних клубів — «Металіста» та «Металіста 1925».

## Статистика
|                          | «Металіст» | «Металіст 1925» |
| ------------------------ | ---------- | --------------- |
| Перемоги                 | 1          | 1               |
| Нічиї                    | 2          | 2               |
| Поразки                  | 1          | 1               |
| Забиті м'ячі             | 3          | 4               |
| Пропущені м'ячі          | 4          | 3               |
| Різниця м'ячів           | −1         | +1              |
| Найбільша перемога       | 1:0        | 2:0             |
| Найбільша поразка        | 0:2        | 0:1             |
| Найрезультативніший матч | 2:2        | 2:2             |

## Результати матчів
Між «Металістом» та «Металістом 1925» зіграно чотири матчі.

### Прем'єр ліга
| 12 тур 08.11.2022 | «Металіст»                                                | 0:0      | «Металіст 1925»          | Ужгород                                     |  |
| 13:00 EET 7 °C    | Каплієнко 22' Танковський 50' Федорів 60' Ралюченко 90+3' | Протокол | Шершень 52' Безуглий 79' | Стадіон: «Авангард» Суддя: Катерина Монзуль |  |

| 27 тур 21.05.2023 | «Металіст 1925»                                                    | 2:0      | «Металіст»                    | Ковалівка                                |  |
| 15:00 EET 21 °C   | Коваленко 21' Є. Ткачук 55' Безуглий 58' Чирук 68' А. Ткачук 90+3' | Протокол | Ралюченко 26' Чайковський 50' | Стадіон: «Колос» Суддя: Катерина Монзуль |  |

### Перша ліга
| 19 тур 06.04.2025 | «Металіст»                             | 1:0      | «Металіст 1925»             | Ужгород                                            |  |
| 14:00 EET 2 °C    | Гомес 43' Вернаттус 79' Чідомере 90+5' | Протокол | Капінус 36' Арі Моура 90+5' | Стадіон: «Авангард» Глядачі: 300 Суддя: Олег Когут |  |

| 23 тур 04.05.2025 | «Металіст 1925»                                                         | 2:2      | «Металіст»                             | Млиново                                                         |  |
| 15:00 EET 25 °C   | Рашиця 65' Арі Моура 69' 90+1' Чурко 76' Чорноморець 87' Імереков 90+4' | Протокол | Гомес 10' 20' Дігтярь 48' Тепляков 89' | Стадіон: Арена «Лівий берег» Глядачі: 830 Суддя: Євген Цибулько |  |